# Cunard Line

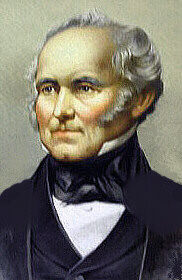
Sir Samuel Cunard

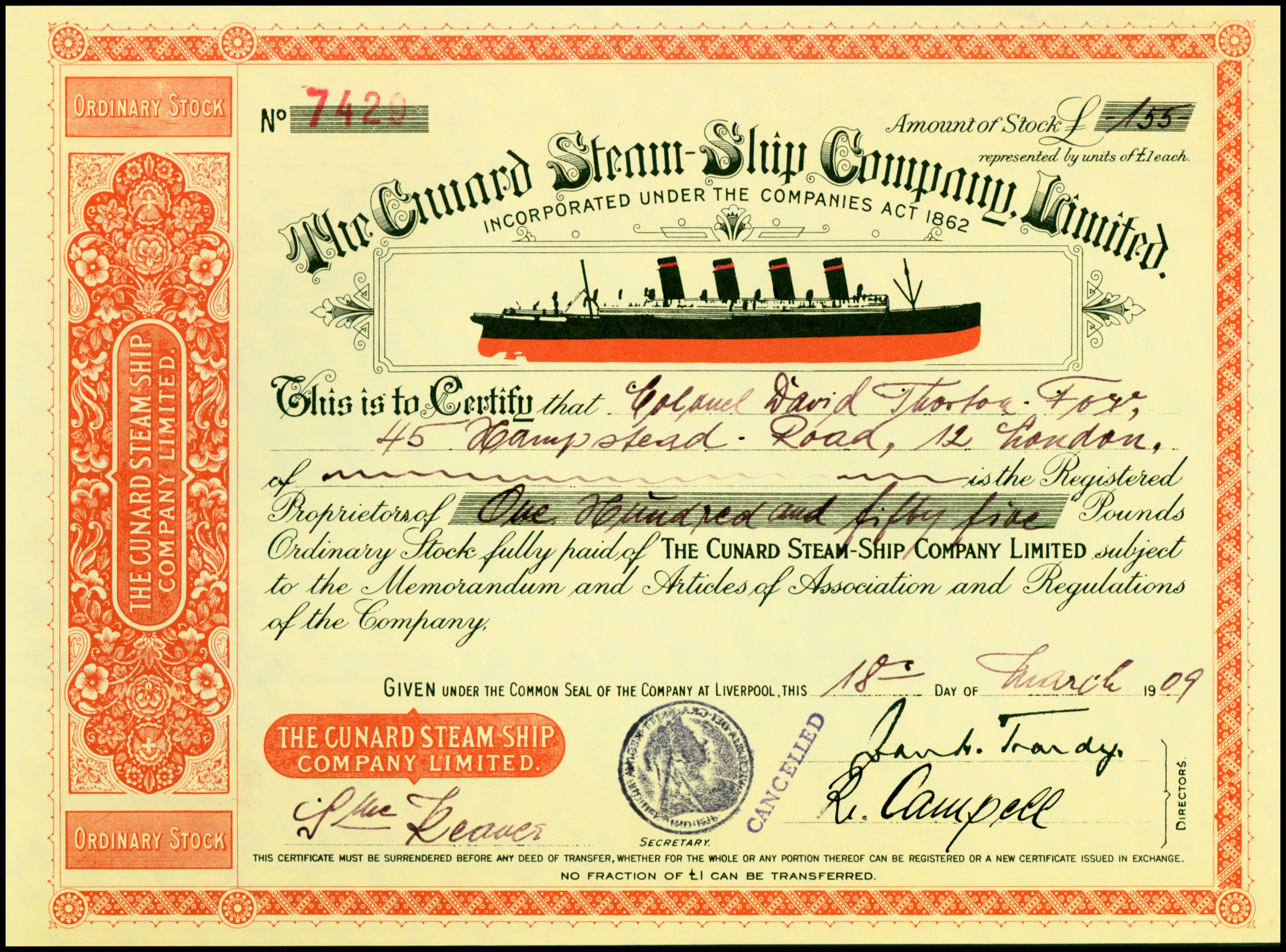
Cổ phiếu của Cunard Steam-Ship Company, phát hành năm 1909

Cunard Line là một tuyến du thuyền của Anh có trụ sở tại Carnival House ở Southampton, Anh, được điều hành bởi Carnival UK và thuộc sở hữu của Carnival Corporation & plc. Kể từ năm 2011, Cunard và ba con tàu của nó đã được đăng ký tại Hamilton, Bermuda.
Năm 1839, Samuel Cunard được trao hợp đồng giao chuyển bưu phẩm bằng tàu hơi nước xuyên Đại Tây Dương đầu tiên của Anh, và năm sau đó thành lập British and North American Royal Mail Steam-Packet Company ở Glasgow cùng với chủ tàu Sir George Burns (người mà hậu duệ của họ lấy tước hiệu là Lord Inverclyde) cùng với Robert Napier, nhà thiết kế và chế tạo động cơ tàu hơi nước nổi tiếng người Scotland, để vận hành bốn tàu hơi nước có mái chèo tiên phong của hãng trên tuyến Liverpool – Halifax – Boston. Trong hầu hết 30 năm tiếp theo, Cunard đã nắm giữ kỷ lục với tàu Blue Riband cho chuyến đi Đại Tây Dương nhanh nhất. Tuy nhiên, vào những năm 1870, Cunard bị tụt lại phía sau các đối thủ White Star Line và Inman Line. Để đáp ứng sự cạnh tranh này, vào năm 1879, công ty được tổ chức lại thành Cunard Steamship Company, Ltd, để huy động vốn.
Năm 1902, White Star tham gia đầu tư vào công ty Mỹ International Mercantile Marine Co. Đáp lại Chính phủ Anh cung cấp Cunard với các khoản vay đáng kể và trợ cấp để xây dựng hai superliners cần thiết để duy trì vị thế cạnh tranh của Anh. Mauretania đã chạy tuyến Blue Riband từ năm 1909 đến năm 1929. Việc đánh chìm tàu Lusitania năm 1915 là một trong những nguyên nhân khiến Hoa Kỳ bước vào Thế chiến thứ nhất.
Năm 1919, Cunard di dời địa điểm ở Anh từ Liverpool đến Southampton, để phục vụ tốt hơn cho du khách từ London. Vào cuối những năm 1920, Cunard phải đối mặt với sự cạnh tranh mới khi người Đức, Ý và Pháp xây dựng các tập đoàn lớn có uy tín. Cunard đã buộc phải đình chỉ việc xây dựng tàu superliner mới của riêng mình vì cuộc Đại suy thoái. Năm 1934, Chính phủ Anh cho Cunard vay để đóng tàu Queen Mary và đóng con tàu thứ hai, Queen Elizabeth, với điều kiện là Cunard hợp nhất White Star đang yếu kém để tạo thành Cunard-White Star Line. Cunard sở hữu 2/3 công ty mới. Cunard mua lại cổ phần của White Star vào năm 1947; tên được trả lại thành Cunard Line vào năm 1950.
Khi Chiến tranh thế giới thứ hai kết thúc, Cunard lấy lại vị trí tuyến vận tải hành khách lớn nhất Đại Tây Dương. Đến giữa những năm 1950, nó đã vận hành 12 tàu đến Hoa Kỳ và Canada. Sau năm 1958, các tàu chở khách xuyên Đại Tây Dương ngày càng không có lãi vì sự ra đời của các máy bay phản lực. Cunard đã thực hiện một bước đột phá ngắn vào du lịch hàng không thông qua các hãng hàng không "Cunard Eagle" và "BOAC Cunard", nhưng rút khỏi thị trường máy bay vào năm 1966. Cunard ngừng phục vụ quanh năm vào năm 1968 để tập trung vào các chuyến đi ngắn và các chuyến đi xuyên Đại Tây Dương vào mùa hè cho các kỳ nghỉ. Các tàu Queen được thay thế bằng tàu Queen Elizabeth 2 (QE2), được thiết kế cho vai trò kép.
Năm 1998, Cunard được Carnival Corporation mua lại và chiếm 8,7% doanh thu của công ty đó vào năm 2012. Năm 2004, tàu QE2 đã được thay thế trên các chuyến tàu xuyên Đại Tây Dương bằng tàu Queen Mary 2 (QM2). Tuyến này cũng vận hành các tàu Queen Victoria (QV) và Queen Elizabeth (QE). Tính đến năm 2019, Cunard là công ty vận chuyển duy nhất khai thác dịch vụ hành khách theo lịch trình giữa Châu Âu và Bắc Mỹ.